# Georg Jacob Vollweiler
Georg Jacob Vollweiler (irrtümlich Johann Georg Vollweiler; * 29. November 1770 in Eppingen; † 17. November 1847 in Heidelberg) war ein deutscher Komponist, Musikpädagoge und Musiktheoretiker.

## Leben und Wirken
Georg Jacob Vollweiler lebte zuerst als Musiklehrer und Komponist in Frankfurt am Main, dann im Hause der Verlegerfamilie André in Offenbach, wo er im Zeitraum 1790 bis 1791 Johann Anton André und Aloys Schmitt Kompositionsunterricht gab. Danach wirkte er in Heidelberg als Klavier- und Kompositionslehrer. Laut Aussage seiner Zeitgenossen galt er als ein gewissenhafter Musiktheoretiker. Zu seinen Schülern zählte ebenfalls sein Sohn Carl Vollweiler (1813–1847).
Vollweiler komponierte Kammermusik, eine Methode für den Klavierunterricht, die im Schott-Verlag Mainz erschien, sowie ein Gesangbuch für den Schulunterricht.